# استاد در بین همه استادان
استاد در بین همه استادان (به هندی: Ustadon Ke Ustad) فیلمی محصول سال ۱۹۹۸ و به کارگردانی تی.ال.وی. پراساد است. در این فیلم بازیگرانی همچون میتون چاکرابورتی، جکی شروف، مادهو، وینیتا، موهان جوشی، مشتاق خان، آسرانی، آواتار گیل، گویند نامدو، تیکو تالسانیا ایفای نقش کرده‌اند.